# 33056 Оґуніматі
33056 Оґуніматі (33056 Ogunimachi) — астероїд головного поясу, відкритий 29 жовтня 1997 року.
Тіссеранів параметр щодо Юпітера — 3,485.
Названо на честь Оґуніматі (яп. おぐにまち(小国町) оґуніматі)